# Isabella van Valois (1313-1383)

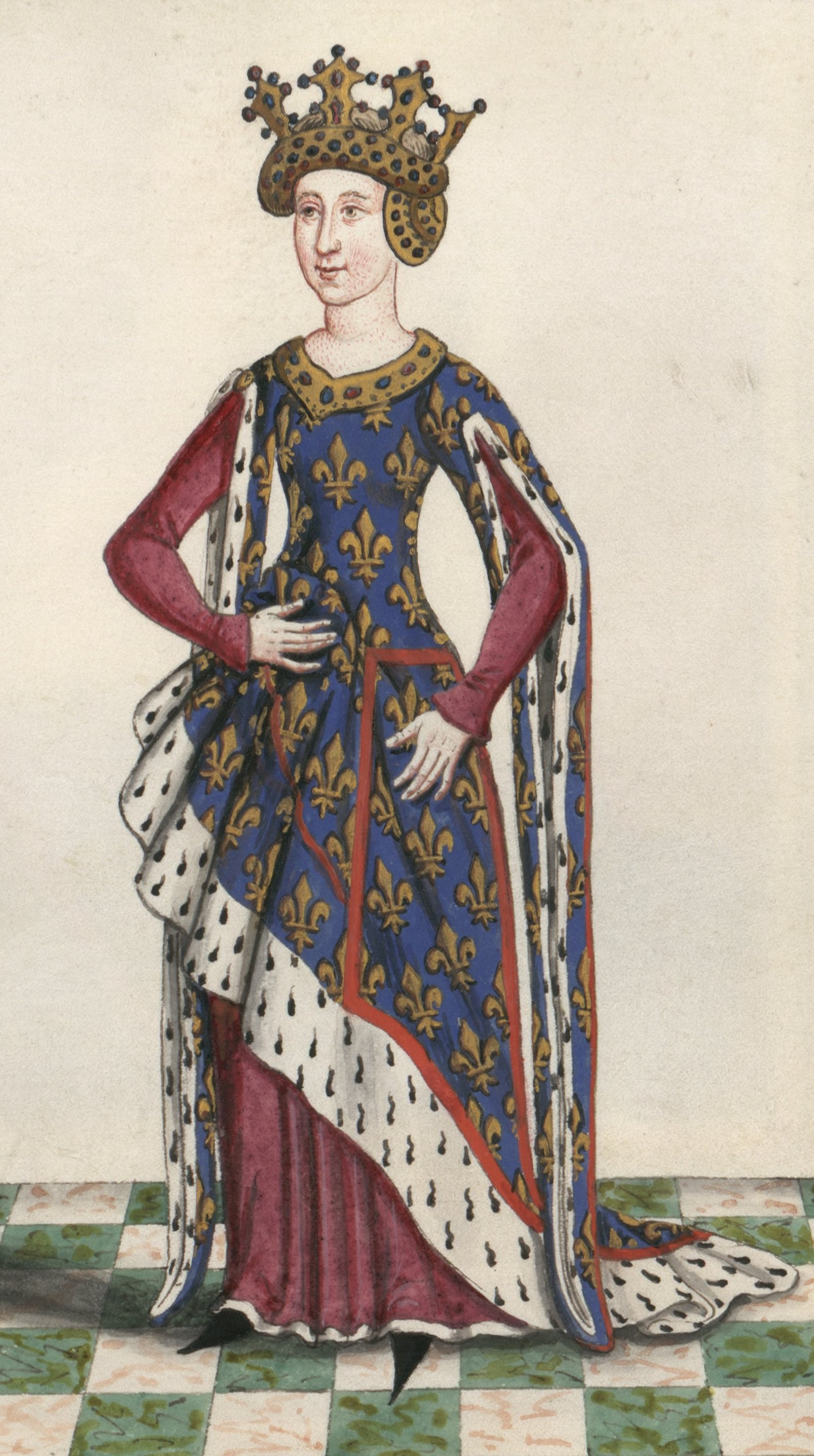
Isabella van Valois (1313-1383).

Isabella van Valois werd geboren in 1313 en stierf te Parijs op 26 juli 1383. Zij was een gravin uit het huis Valois.

## Familie
Isabella van Valois was de dochter van Karel van Valois (1270-1325), graaf van Valois en regent van Frankrijk (1314-1316) en zijn derde vrouw Mathilde van Châtillon. Haar halfbroer, uit het eerste huwelijk van haar vader, was koning Filips VI van Frankrijk (1293-1350); hij zou als eerste Franse koning uit het huis Valois regeren (1328-1350). Daarmee werd Isabella's vader stamvader van het Franse Koningshuis van Valois. Het huis Valois zou de Franse troon bezet houden tot 1589, waarna de Bourbons aan de macht kwamen.

## Huwelijk en nageslacht

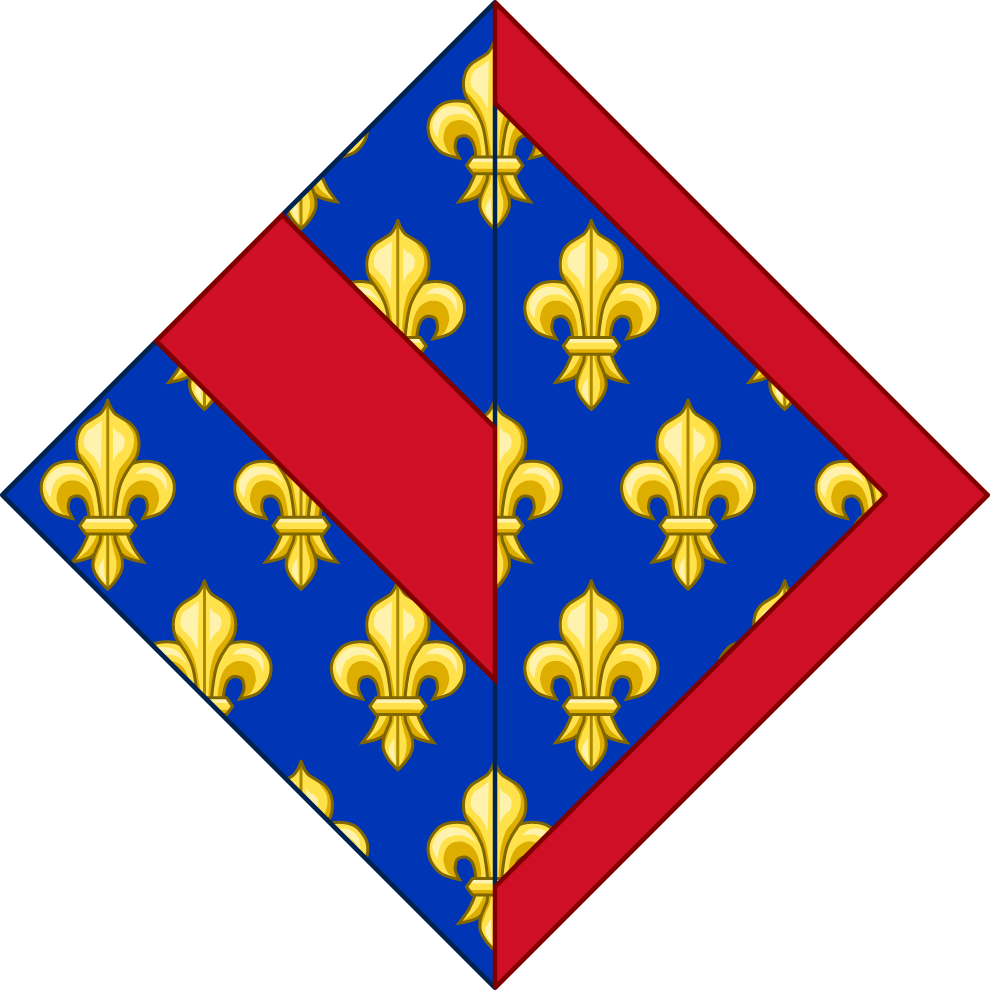
Familiewapen van Isabella van Valois - Bourbon (1337).

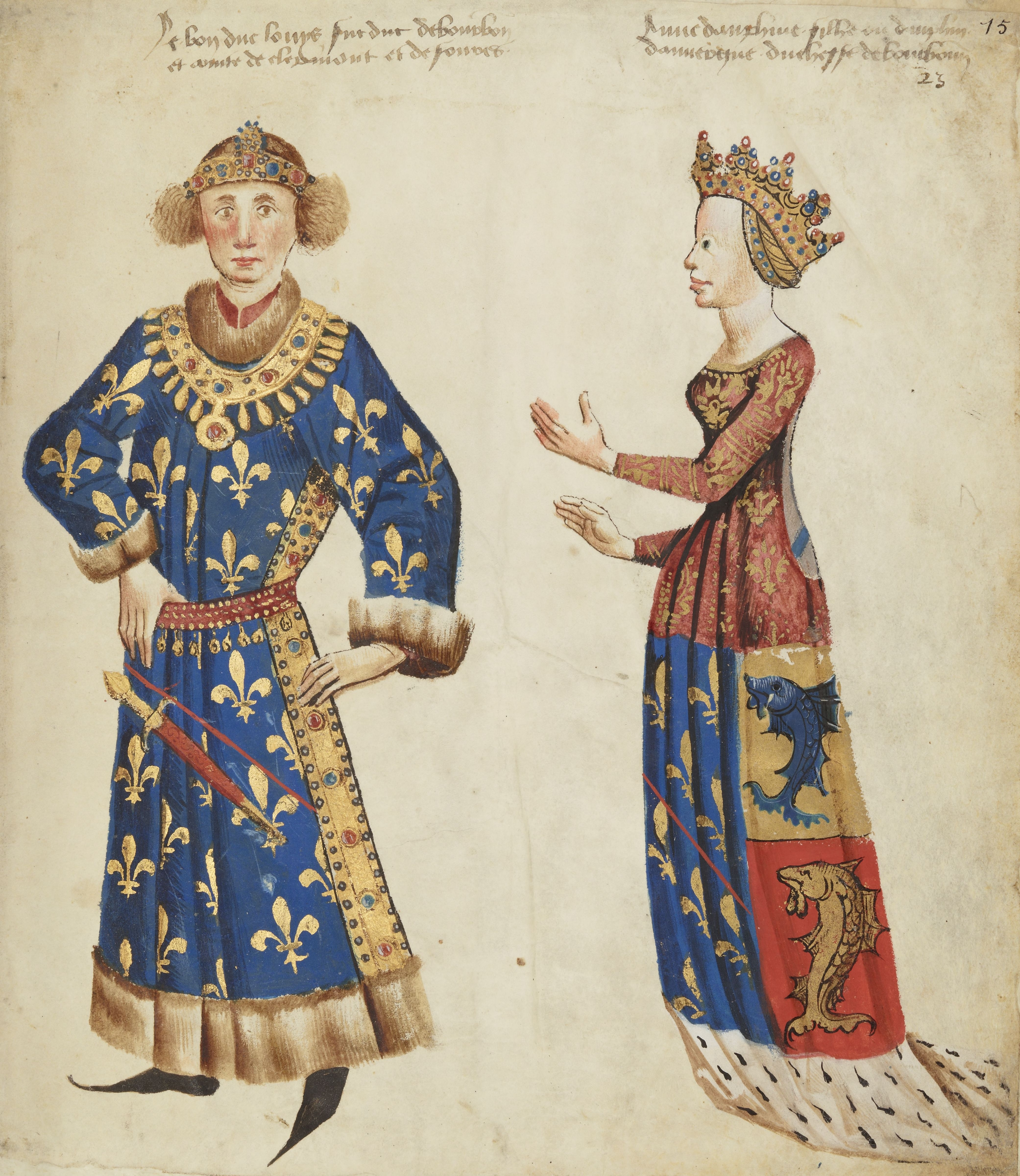
Afbeelding van de zoon van Isabella van Bourbon, Lodewijk II van Bourbon en zijn vrouw Anna van Auvergne.

In 1337 trouwde Isabella met Peter I van Bourbon (1311-1356), hertog van Bourbon. Op de prent rechts (datum onbekend), staat Isabella afgebeeld. Zij draagt een jurk bezaaid met de Fleur-de-Lys en afgezet met hermelijnenbont. De Fleur-de-Lys maakt deel uit van het familiewapen van Valois. De Fleur-de-Lys in combinatie met het hermelijnenbont is een verwijzing naar de koninklijke familie waartoe Isabella behoort. Het is om deze reden aannemelijk dat de prent na 1328 werd vervaardigd (toen haar halfbroer koning werd). Op de jurk is ook een rode bies afgebeeld. Dit is een verwijzing naar het familiewapen van Isabella na haar huwelijk. De prent is aldus vervaardigd na 1337. Isabella is afgebeeld met haar hand op haar buik; dit is een verwijzing naar een zwangerschap. Vanaf de rode bies loopt een smallere rode lijn door tot onder haar hand. De rode lijn staat symbool voor de vader van de ongeborene. Mogelijk is de prent getekend tussen 1337 en 1346. In deze periode was Isabella ten minste acht keer zwanger; hiermee slaagden zij erin de erfopvolging veilig te stellen. Het echtpaar kreeg acht kinderen:
- Lodewijk II (1337-1410), bijgenaamd de Goede Hertog, hertog van Bourbon (1356-1410), verbleef acht jaar als gijzelaar in Engeland (1361-1369) en leidde het Franse leger tegen de Saracenen tijdens de Kruistocht tegen Mahdia in 1390. Hij trouwde op 19 augustus 1371 met Anna Dauphine van Auvergne, ook bekend als Anna van Forez, uit het Huis Auvergne.[2] Het graafschap Forez was in Anna's bezit gekomen toen haar kinderloze oom Jan II, graaf van Forez stierf in 1372. Het was in meerdere opzichten een gunstig huwelijk voor Lodewijk II; het graafschap Forez (grotendeels gelegen in het centrale deel van het huidige departement Loire, regio Auvergne-Rhône-Alpes), de heerlijkheid Méreuil en het hertogdom Auvergne met als hoofdstad Issoire kwamen in zijn bezit.
- Johanna (1338-1378), was vanaf 1364 koningin van Frankrijk door haar huwelijk op 8 april 1350 met Karel V van Frankrijk (1338-1380), bijgenaamd de Wijze, koning van Frankrijk (1364-1380). Het huwelijk maakte dat Isabella schoonmoeder van de koning werd, iets wat in 1369 in haar nadeel werkte toen zij gegijzeld werd in haar kasteel.
- Blanche (1339-1361), was gedurende een jaar koningin van Castilië door haar huwelijk op 3 juli 1352 te Valladolid met Peter I van Castilië (1334-1369), koning van Castilië (1350-1366), bijgenaamd de Wrede. Peter I verstootte Blanche na ongeveer een jaar huwelijk zodat hij terug kon keren naar zijn maîtresse. Hij werd in maart 1369 vermoord nadat hij zijn belegerde kasteel had verlaten met goud in ruil voor zijn vrijheid. Bertrand du Guesclin had hem deze vrijheid beloofd, maar hij brak zijn belofte. Du Guesclin leverde hem over aan Hendrik van Trastámara, de broer van Peter I. Hendrik stak Peter I neer en werd de nieuwe koning van Castilië. Lodewijk II en Du Guesclin, die met deze daad de eer van zijn zus Blanche had gewroken, bleven vrienden tot aan de dood.
- Bonne (1341-1402), gravin van Savoye (regio Rhône-Alpes) door haar huwelijk in augustus 1355 met Amadeus VI, graaf van Savoye (gestorven in 1383), bijgenaamd de Groene Graaf (hij droeg graag groene kleding).
- Catherina (1342-1427), gravin van Harcourt (regio Normandië) door haar huwelijk op 14 oktober 1359 met Jan VI van Harcourt, graaf van Harcourt (gestorven in 1388).
- Margaretha van Bourbon (1344-1416), gravin van Dreux (een gebied in het huidige departement Eure-et-Loir, regio Centre-Val de Loire) en vrouwe van Albret door haar huwelijk in 1368 met Arnaud-Amanieu van Albret (1338-1401), graaf van Dreux en heer van Albret (in Landes). Van oudsher behoorde dit gebied tot de bezittingen van het huis Capet. Tot het huwelijk was Amanieu verbonden aan Eduard III van Engeland. Vrijwel direct na het huwelijk tekende hij een geheim verdrag met koning Karel V waarna hij de rest van zijn leven trouw zou blijven aan het Huis Valois.
- Isabelle (geboren in 1345), ongehuwd gestorven.
- Maria (?-1401), op vierjarige leeftijd verklaard tot bruid van god. Op 17-jarige leeftijd trad zij officieel toe als non. In 1380 werd zij priores van de dominicaner priorij Saint-Louis te Poissy.[3] Tegenwoordig is van de priorij slechts het poortgebouw bewaard gebleven. Dit herbergt nu een speelgoedmuseum.[4]

## Dynastieke invloeden

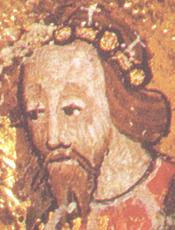
Eduard de Zwarte Prins.

Het jaar waarin Isabella ten huwelijk trad (1337), was tevens het startjaar van de Honderdjarige Oorlog die het einde zou betekenen van haar huwelijk door de dood van haar echtgenoot tijdens de Slag bij Poitiers (1356). De Honderdjarige Oorlog symboliseert een periode van 116 jaar waarin oorlogen en periodes van relatieve vrede elkaar opvolgden. Dit was een gevolg van de strijd tussen de huizen Valois en Plantagenet (ook bekend als het huis Anjou) om de Franse troon vanwege het uitsterven van het huis Capet. Anders dan het huis Valois maakten de Plantagenets aanspraak op zowel de Franse als de Engelse troon omdat zij in de 12-de eeuw over het koninkrijk Engeland heersten en in het bezit waren van de gebieden Anjou en Normandië in het toenmalige Frankrijk. Zij trachten hun gebieden te vergroten door de inzet van hun legers en troepen huurlingen.

## Gijzeling en belegering van Belleperche

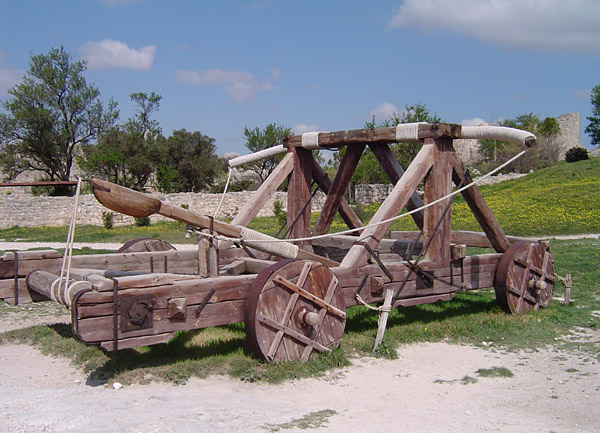
Replica van een katapult. Lodewijk II zette deze in om zijn moeder te bevrijden.

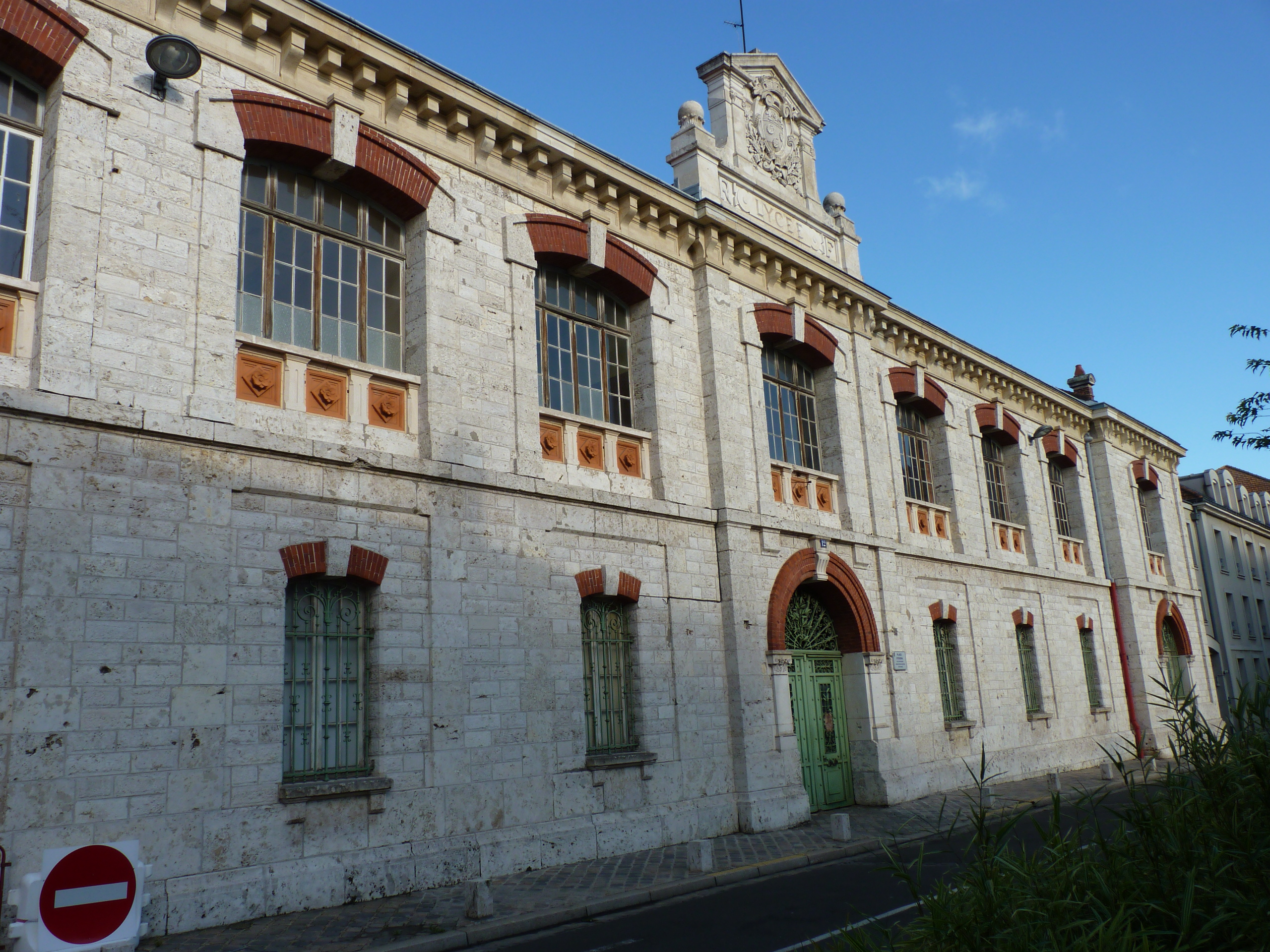
Het klooster van Cordeliers, Saint-Marcel te Chartres, hier is Isabella gestorven.

Halverwege augustus 1369 werd het kasteel van Belleperche waar Isabella op dat moment alleen met haar gevolg woonde, ingenomen door drie troepen Engelse huurlingen onder leiding van Bernardon de la Salle, zijn broer Hortingo de la Salle en Bernard de Wisk. De opdrachtgever voor deze actie was Eduard de Zwarte Prins, de oudste zoon van koning Eduard III van Engeland. Nadat Lodewijk II, de oudste zoon van Isabella, hier kennis van nam, verzamelde hij een leger van ongeveer 500 manschappen (waaronder boogschutters, kanonniers en lansiers). Aan de voorzijde van het kasteel liet hij een redoute bouwen en in september viel hij het kasteel aan. Het leger maakte bij de aanval op het kasteel onder andere gebruik van kanonnen en vier grote katapulten die dag en nacht stenen en houten blokken katapulteerden. Lodewijk II werd financieel en met manschappen gesteund door koning Karel V. Het lukte niet direct het kasteel in handen te krijgen, omdat het kasteel goed verdedigbaar was maar ook omdat er te weinig manschappen en materieel aanwezig waren. Koning Karel V had juist die zomer in Harfleur een oorlogsvloot uitgerust om ten strijde te trekken tegen Engeland. De afstand tussen Harfleur en Belleperche was meer dan 650 km. Intussen kwamen echter nog twee troepen Engelse huurlingen aan in opdracht van de Engelse prins Edmund van Langley, het betrof 1500 lansiers en 3000 anderszins bewapende voetsoldaten. Hierop snelde de maarschalk Lodewijk van Sancerre naar de koning. Hij adviseerde om meer strijdkrachten in te zetten om te voorkomen dat er twee gevechten tegelijkertijd gevoerd moesten worden: om én bij Belleperche. De Fransen besloten niet aan te vallen, hun prioriteit was het heroveren van het kasteel. Er werden wel extra manschappen naar Belleperche gezonden. Na 15 dagen stuurden de Engelsen een boodschapper om te horen waarom de Fransen niet aanvielen, ze nodigden hen tevens uit om te bepalen waar de strijd gevoerd zou worden. De Fransen lieten weten dat ze niet geïnteresseerd waren in een gevecht. In reactie hierop meldden de Engelsen dat als de strijd niet binnen drie dagen zou beginnen, zij de moeder van de koningin op een paard zouden zien wegrijden in gevangenschap. De Fransen probeerden hen er nog van te weerhouden met een tegenvoorstel, maar in mei 1370 vertrokken de huurlingen met Isabella als hun gijzelaar. Zo aanschouwde het Franse leger de ontvoering van de moeder van de koningin. Zij werd uitgeleverd aan Eustace d'Abrichecourt, ook bekend als Eustace d'Aubrecicourt, en John Devereux (ook bekend als Jean d'Évreux).

## Invrijheidstelling en overlijden
Isabella verkreeg haar vrijheid doordat ze werd uitgewisseld tegen de Engelsman Simon Burley (ca. 1336-1388), een ridder in dienst van koning Eduard III die was opgegroeid met Eduard, de Zwarte Prins. Burley zou later (1381) toetreden tot de Orde van de Kousenband. Na haar vrijlating trok Isabella zich terug in het klooster Cordeliers Saint-Marcel te Chartres ten zuiden van Parijs. Daar is zij op 26 juli 1383 gestorven.